# Epilampra insularis
Epilampra insularis är en kackerlacksart som beskrevs av Bolívar 1888. Epilampra insularis ingår i släktet Epilampra och familjen jättekackerlackor.
Artens utbredningsområde är Kuba. Inga underarter finns listade i Catalogue of Life.